# 蒙蒂利亚纳
蒙蒂利亚纳，是西班牙安达卢西亚自治区格拉纳达省的一个市镇。总面积75平方公里，
2001年普查人口總數為1338人，人口密度為每平方公里18人。